# Том Платц
Томас Стівен Платц (англ. Thomas Steven Platz; нар. 26 червня 1955) — американський професійний бодибілдер, знаний своїми квадрицепсами, які в обхваті сягали 76 см, що принесло йому прізвисько Квадробатя.
Влаштував засідкову рекламу на церемонії закриття конкурсу «Містер Олімпія 1990», оголосивши про створення Всесвітньої федерації бодибілдингу Вінса Макмена, до якої і сам приєднався.
Після завершення змагальної кар'єри став виступати з доповідями про своє життя, роботу, натхнення та мотивацію, а також тренувати бодибілдерів, як-от Девід Гоффманн.

## Біографія
Народився 26 червня 1955 року. Переглянувши журнал «Містер Всесвіт», вирішив стати професійним бодибілдером. Батьки підтримували захоплення сина і на Різдво 1965 року подарували комплект штанги Джо Відера, який, за його словами, змінив життя. У 15 років він важив приблизно 75 кг. Коли почав ходити до спортзалу, познайомився з важкоатлетами Норбом Шеманскі та Фредді Лоу, а також навчився правильно присідати. Він швидко розвивав силу та м'язи. 1977 року переїхав до Веніса, Каліфорнія, з 50 доларами на рахунку. Того ж року переміг у своєму класі на конкурсі «Містер Всесвіт».
Екстремальні тренування Платца знані своєю інтенсивністю. Виконуючи присідання зі штангою, він брав вагу 260 кг і присідав до повної відмови м'язів ніг. При власній вазі 104 кг присідав з 286 кг 15 разів, зі 158 кг 52 рази й утримував 225 кг протягом 10 хвилин на прямих ногах. Він вішав на штангу по шість 20-кілограмових млинців з кожного боку і присідав з нею. Біль його не хвилював, головною метою було обійти суперників. З іншого боку, тоді присідання посідали окреме місце у житті бодибілдерів. Раз на два місяці Платц разом з друзями-професіоналами влаштовував «домашні» змагання з присідань. Саме неймовірно розвиненими ногами Платц і завдячує своєю гучною славою, але й критики, зокрема з боку Джо Відера. Юсуп Вілкош навпаки захоплювався ногами Платца: «Я б віддав десять років свого життя за такі ноги».

## Змагальна кар'єра
Дебютував на аматорському чемпіонаті світу 1978 року, який проходив в Акапулько, Мексика. Посів 1-ше місце у категорії середня вага та виграв «Абсолютну категорію». 1979 року брав участь у турнірі «Містер Олімпія», посівши 8-ме місце. На «Чемпіонаті світу Про» 1980 року посів друге місце, пропустивши вперед Юсупа Вілкоша. Найкращим результатом Платца у змагальній кар'єрі було 3-тє місце на «Містер Олімпія» 1981 року. 1986 року оголосив про завершення кар'єри.

### Досягнення
- Містер Олімпія 1987: 9 місце
- Ларго олія Класик 1987: 11 місце
- Детройт Про 1987: 6 місце
- Містер Олімпія 1986: 11 місце
- Містер Олімпія 1985: 7 місце
- Містер Олімпія 1984: 9 місце
- Містер Олімпія 1982: 6 місце
- Містер Олімпія 1981: 3 місце
- Ніч чемпіонів 1980: 12 місце
- Гран-Прі Пенсільванія 1980: 10 місце
- Містер Олімпія 1980: 9 місце
- Чемпіонат світу Про 1980: 2 місце
- Містер Олімпія 1979: 8 місце у категорії до 90 кг
- Світовий аматорський чемпіонат 1978: 1 місце
- Світовий аматорський чемпіонат 1978: 1 місце у категорії середня вага

## Книги
- Tom Platz, Bill Reynolds. Pro-style Bodybuilding. — Sterling, 1985. — 192 с. — ISBN 0806979100. ISBN 978-0806979106

## Фільмографія
- Хто вбив Джонні Лава? (1998) …. Ведучий
- 8 голів у спортивній сумці (1997) …. голова Гюго
- Гнучкий… Любов до тіла (1991)…. Том Стіл, бодібілдер
- Книга кохання (1990) …. бодібілдер
- Близнюки (1988) …. Грейнджер син № 1
- Повернення (також Арнольд Шварценеггер — Повна перебудова до Містера Олімпія) (1980) …. у ролі себе